# فرودگاه مارگیت
فرودگاه مارگیت (به انگلیسی: Margate Airport) یک فرودگاه همگانی با کد یاتا MGH است . این فرودگاه در شهر مارگیت کشور آفریقای جنوبی قرار دارد و در ارتفاع ۱۵۱ متری از سطح دریا واقع شده‌است.

## شرکت‌های هواپیمایی و مقصدهای پروازی
| شرکت‌های هواپیمایی | مقصدهای پروازی                |
| ----------------- | ----------------------------- |
| CemAir (Pty) Ltd  | اولیور تامبو، Plettenberg Bay |